# Acalypha dewevrei
Acalypha dewevrei är en törelväxtart som beskrevs av Ferdinand Albin Pax. Acalypha dewevrei ingår i släktet akalyfor, och familjen törelväxter. Inga underarter finns listade i Catalogue of Life.